# Pavel Guerdt
Pour les articles homonymes, voir Gerdt.

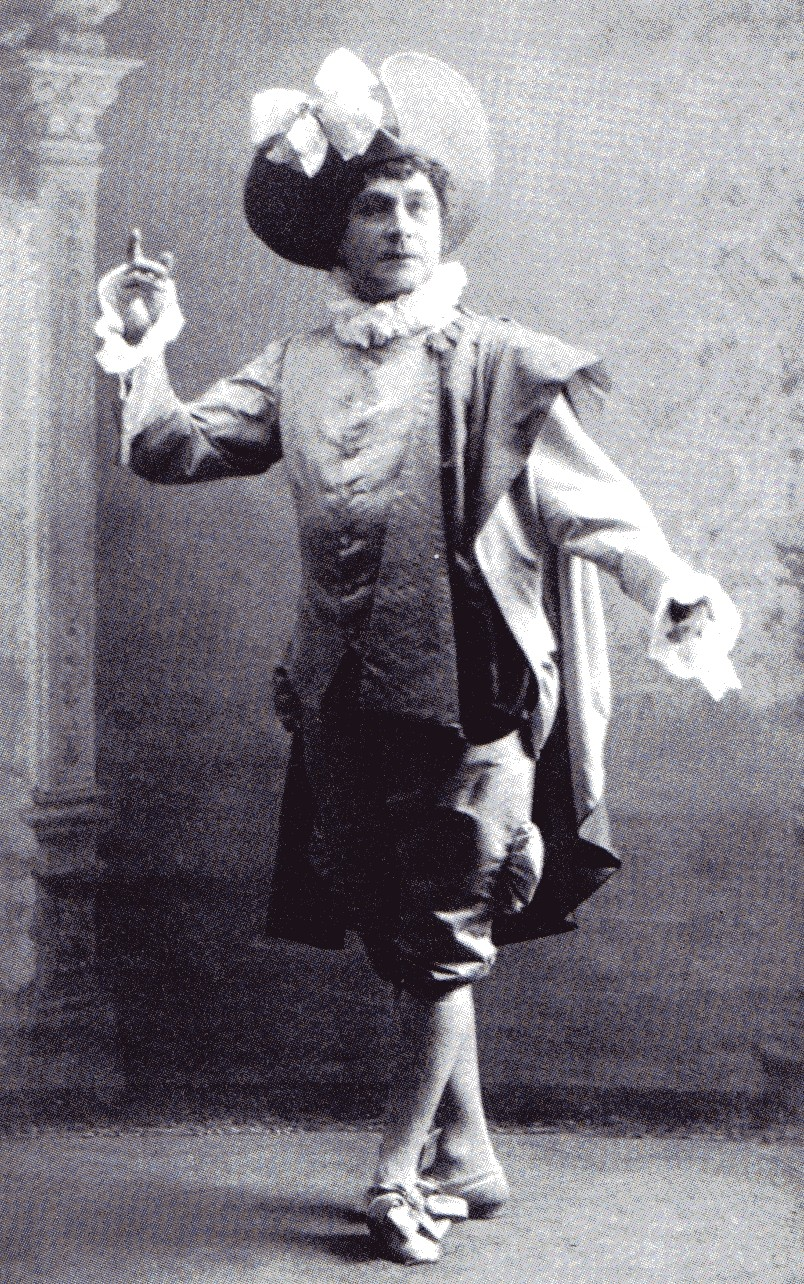
Pavel Guerdt dans Les Ruses d'amour (1900).

Pavel Andreïevitch Guerdt (en russe Павел Андреевич Гердт ; né Paul Friedrich Guerdt à Saint-Pétersbourg le 22 novembre 1844 et mort en Finlande le 12 août 1917) est un danseur et pédagogue russe.

## Biographie
Il naît dans une famille d'Allemands venus de Saxe. Élève de Jean-Antoine Petipa et Christian Johansson à l'école impériale de ballet de Saint-Pétersbourg, il rejoint le Théâtre Mariinsky en 1864 et devient rapidement l'un des premiers danseurs les plus renommés. Il crée la plupart des premiers rôles dans les ballets de Marius Petipa (le Prince Désiré dans La Belle au bois dormant, le Prince Coqueluche dans Casse-Noisette, le Prince dans Cendrillon). Il remporte un grand succès dans le rôle de Siegfried du Lac des cygnes. Son plus grand rôle reste pourtant Rudolf dans La Fille du Danube (1880). Il fait une tournée à Paris en 1909 dans les Saisons russes de Diaghilev. Michel Fokine le qualifiait de « la grâce incarnée ». Il est le chorégraphe des Dryades imaginaires de Cesare Pugni (1899), Les Étincelles de l'amour d'Ivan Tchekryguine (1900), Javotte de Camille Saint-Saëns (1902). En 1901, il reçoit le titre de « soliste de Sa Majesté Impériale ». Il interprète à la fin de sa carrière des rôles de caractère (Gamache dans Don Quichotte de Léon Minkus).
Retiré en 1916, il aura notamment été le professeur entre 1880 et 1904 de Michel Fokine, Vaslav Nijinski, Tamara Karsavina, George Balanchine et Anna Pavlova.
Il est le père de la danseuse russe célèbre Ielizaveta Guerdt (1891-1975).